# Sofroniusz IV (patriarcha Jerozolimy)
Sofroniusz IV – prawosławny patriarcha Jerozolimy w latach 1579–1608.